# Niklas Bohlen
Niklas Bohlen (* 23. Februar 2001 in Aurich) ist ein deutscher Schauspieler und Reporter.

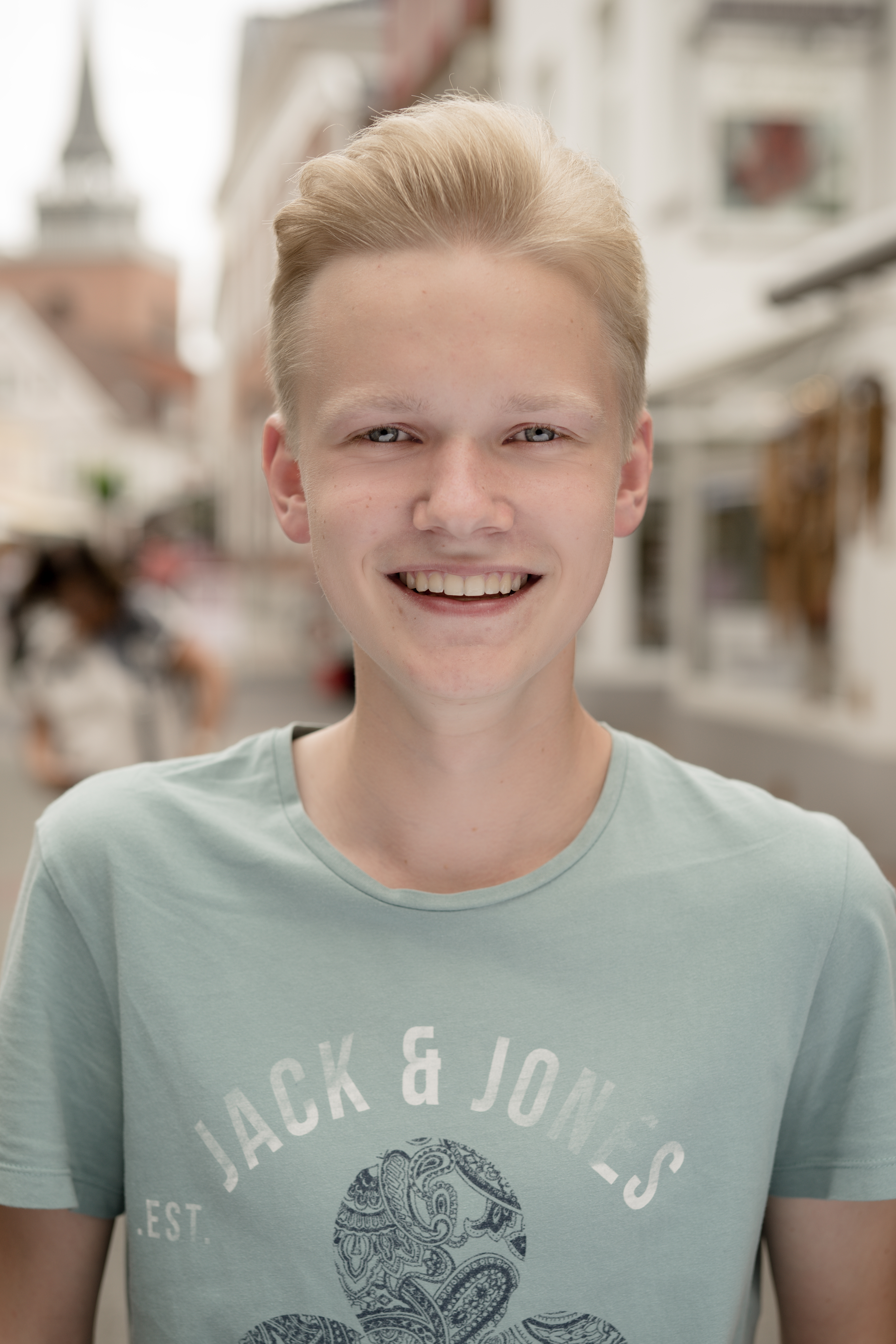
Niklas Bohlen 2017

## Leben
Niklas Bohlen sammelte 2016 als Protagonist in der Sendung KiKA LIVE erste TV-Erfahrungen. Im selben Jahr erhielt er eine Sprechrolle in der Theater-Produktion Quade Foelke. Daraufhin folgten erneut Dreharbeiten für KiKA, die in KiKA LIVE seinen Alltag porträtierten. Im Sommer 2017 stand Bohlen als Skater für die ZDF-Krimiserie Heldt mit dem Kommissar Nicolas Heldt (Kai Schumann) vor der Kamera. Außerdem agierte Niklas Bohlen als Reporter in der Fernsehreihe Niklas goes Ostfriesland. 2018 spielte er die Rolle des Carl-Ewald Kruse in der Theater-Produktion Steerns över Timmel. Nach seinem Abitur im Frühjahr 2019 drehte Bohlen zunächst für den ZDF-Krimi Ostfriesengrab. Außerdem spielte er einen jungen Krankenhausbesucher in der ZDF-Serie Bettys Diagnose. Weitere Dreharbeiten führten Niklas Bohlen nach Hamburg, wo er im Tatort einen Studenten verkörperte.

## Filmografie
- 2016: KiKA LiVE Dreamteam
- 2016: KiKA LiVE Zeig' uns dein Dorf
- 2017: Heldt (Fernsehserie)
- 2017: Niklas goes Ostfriesland (Fernsehserie)
- 2019: Ostfrieslandkrimi – Ostfriesengrab
- 2019: Bettys Diagnose (Fernsehserie)
- 2019: Tatort – Krieg im Kopf

## Theaterrollen (Auswahl)
- 2011: De Schippers van Timmel, Rolle: Kinderkomparse, Uns Timmel e.V.
- 2016: Quade Foelke, Rolle: Kind, Niederdeutsche Bühne Wiesmoor
- 2017: Verdraagt jo!, Rolle: Teddy Mock, Niederdeutsche Bühne Wiesmoor
- 2018: Steerns över Timmel, Rolle: Carl-Ewald Kruse, Uns Timmel e.V.